# シアノホス
シアノホスはコリンエステラーゼ阻害剤で、殺虫剤や殺鳥剤として使用される。有機リン系化合物で、外観は黄色または赤みを帯びた黄色の透明な液体である。
2013年4月に神奈川県横浜市でカラスが大量死した事件において、死亡したカラスからシアノホスが検出された。
2015年12月に福島県鏡石町でカラスの死骸が合計で86羽見つかった問題で、県がそのうちの5羽について農薬の検出検査を行ったところ、その5羽全ての胃の中からシアノホスが検出された。濃度は51～750ppm。現場に落ちていた油揚げからも極めて高い濃度(51,000ppm)を測定した。

## 安全性
シアノホスは吸入、消化または皮膚や目との接触により体内に入る。症状としては呼吸困難、嘔吐、下痢、腹痛、気管支漏 (bronchorrhea)、かすみ目、眼球クローヌス (opsoclonus) などがある。

## 別称
- BAY 34727
- BAYER 34727
- CIAFOS
- CYANOFOS
- CYANOX （サイアノックス）
- CYAP
- ENT 25,675
- O,O-DIMETHYL O-(4-CYANOPHENYL) PHOSPHOROTHIOATE
- O,O-DIMETHYL O-(P-CYANOPHENYL) PHOSPHOROTHIOATE
- O,O-DIMETHYL O-4-CYANOPHENYL PHOSPHOROTHIOATE
- O,O-DIMETHYL O-4-CYANOPHENYL THIOPHOSPHATE
- O,O-DIMETHYL-O-P-CYANOPHENYL PHOSPHOROTHIOATE
- O-P-CYANOPHENYL O,O-DIMETHYL PHOSPHOROTHIOATE
- PHOSPHOROTHIOIC ACID O-(4-CYANOPHENYL) O,O-DIMETHYL ESTER
- PHOSPHOROTHIOIC ACID, O,O-DIMETHYL ESTER, O-ESTER WITH P-HYDROXYBENZONITRILE
- PHOSPHOROTHIOIC ACID, O-P-CYANOPHENYL O,O-DIMETHYL ESTER
- S 4084
- SUMITOMO S 4084
- SUNITOMO S 4084